# José Marques da Silva

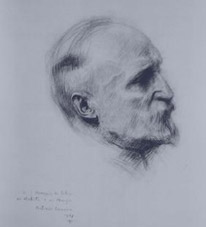
José Marques da Silva

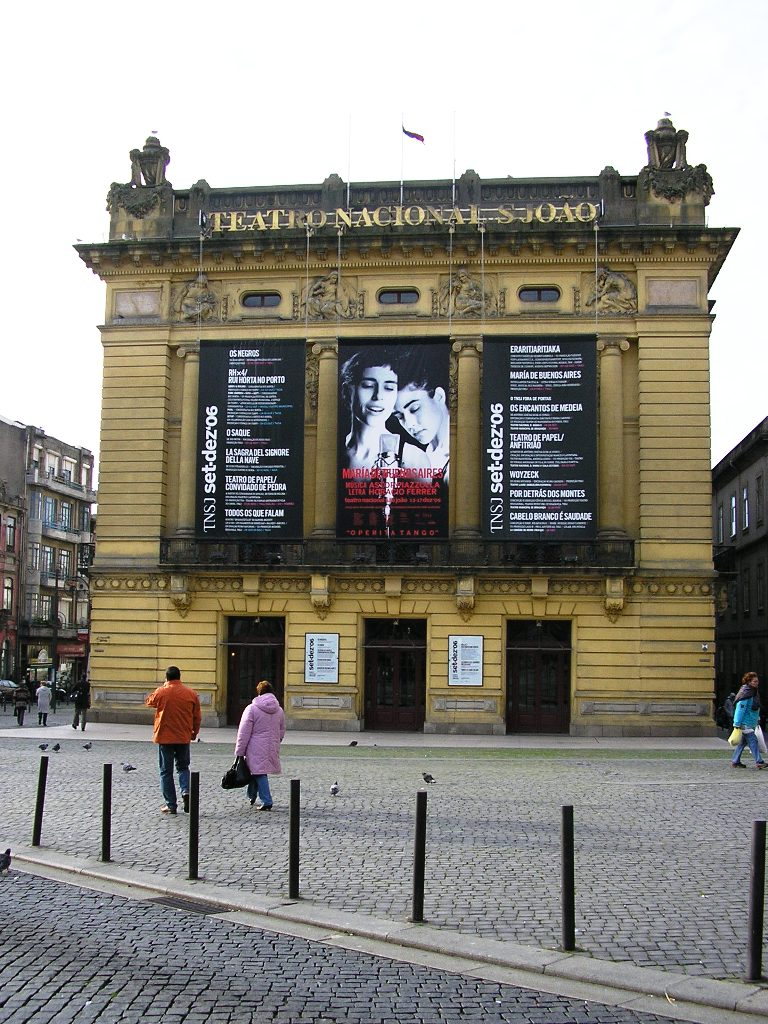
Teatro Nacional S. João (1905)

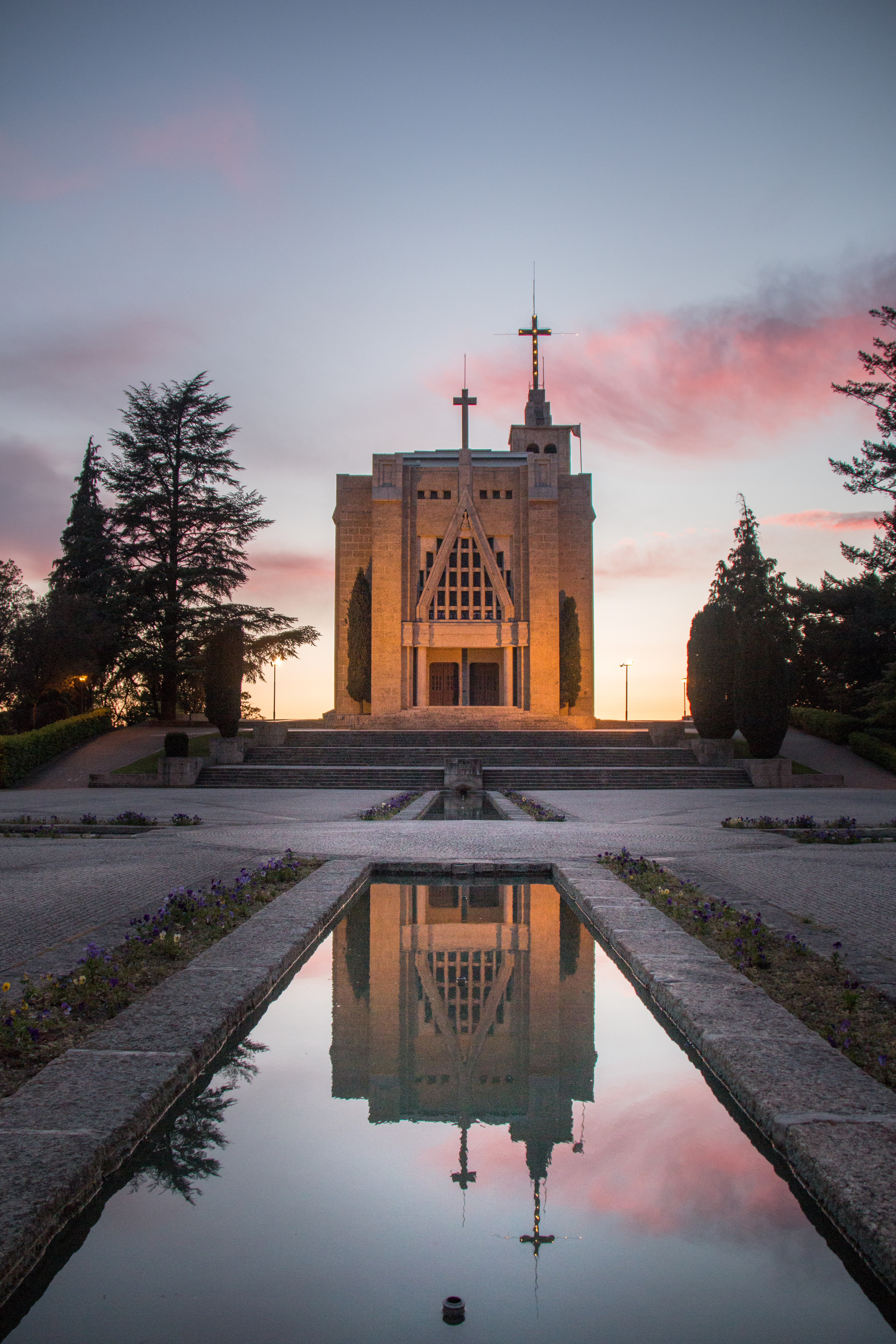
Santuário da Penha (Foto 2021)

José Marques da Silva (* 18. Oktober 1869 in Porto, Portugal; † 6. Juni 1947 ebenda) war ein portugiesischer Architekt. Marques da Silva entwarf mehrere prägende Bauten Portos.
Zunächst schloss José Marques da Silva, Sohn eines Marmoristen, sein Architekturstudium an der Portuenser Akademie der Schönen Künste ab. Das Studium vertiefte er nochmal zwischen 1889 und 1896 in Paris.
Nach der Rückkehr nach Portugal wurde er bald durch seine Entwürfe bekannt, mehrere auf der Weltausstellung in Paris (1900) und Rio de Janeiro (1908) erhielten Auszeichnungen. Besonders ab 1900 zeichnete er für viele bekannte Bauten in der nordportugiesischen Stadt Porto verantwortlich, besonders bekannt darunter der Bahnhof São Bento (1900–1916) und das Teatro Nacional S. João (1909).
1907 habilitierte er sich an der Portuenser Akademie der Schönen Künste, zwischen 1913 und 1939 leitete er die Hochschule. Er erhielt verschiedene Ehrenwürden, unter anderem der Lissabonner und der Portuenser Akademie der Schönen Künste sowie die Mitgliedschaft im Santiago-Orden.

## Werke (Auswahl)
- Bahnhof São Bento in Porto, 1896–1900
- Armazéns do Norte in Porto, 1905
- Teatro Nacional S. João in Porto, 1909
- Monumento aos Heróis das Guerras Peninsulares (Denkmal an die Helden der Iberischen Kriege) in Porto, 1909
- Liceu Alexandre Herculano in Porto, 1914
- Liceu Rodrigues de Freitas in Porto, 1918
- Sitz der A Nacional in Porto, 1919
- Casa de Serralves in Porto, 1925
- Santuário da Penha in Guimarães, 1930